# Асналькасар
Асналькасар (ісп. Aznalcázar) — муніципалітет в Іспанії, у складі автономної спільноти Андалусія, у провінції Севілья. Населення — 4128 осіб (2010).
Муніципалітет розташований на відстані близько 410 км на південний захід від Мадрида, 24 км на південний захід від Севільї.

## Демографія
Динаміка населення (INE ):

## Галерея зображень

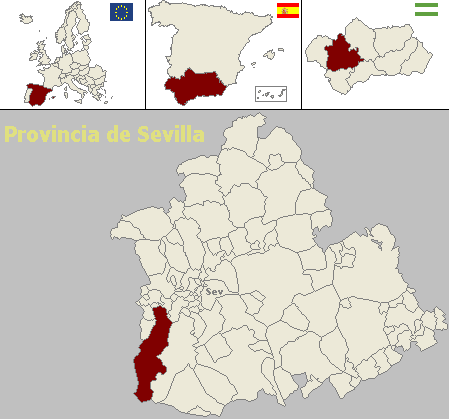
Розташування муніципалітету Асналькасар у провінції Севілья